# Umba
Umba - Умба (rus) és un possiólok rus a l'óblast de Múrmansk, a la península de Kola, a la desembocadura del riu Umba al golf de Kandalakxa, a la mar Blanca. El poble d'Umba és el més antic de la península, atès que hi ha fonts escrites que el daten del 1466. Poblat pels pomors, pertanyia al monestir Solovetski. El poble es compon de cases de fusta a la riba dreta, mentre que la part més moderna es construí a partir dels anys 1960 a la riba esquerra.